# Dominik Ondřej II. z Kounic
Dominik Ondřej II. Antonín kníže z Kounic-Rietbergu, hrabě z Questenbergu (německy Dominik Andreas II. Anton Fürst von Kaunitz-Rietberg, Graf von Questenberg) (30. března 1739 Vídeň – 24. listopadu 1812 Vídeň) byl moravský šlechtic z rodu Kouniců. Několik let byl rakouským vyslancem v různých zemích, později se uplatnil i v dvorských úřadech. Byl rytířem Řádu zlatého rouna a vlastnil statky na Moravě a v Čechách.

## Kariéra v diplomacii a u dvora
Narodil se jako třetí syn státního kancléře knížete Václava Antonína Kounice (1711–1794), který byl nejvýznamnější osobností v historii Kouniců. Slavný otec také do značné míry dlouhodobě ovlivňoval synovu kariéru. Dominik Ondřej vystudoval práva a absolvoval kavalírskou cestu po Evropě, v roce 1761 nastoupil službu u moravského zemského tribunálu v Brně, v roce 1763 byl jmenován říšským dvorským radou. Na otcovo přání si měl vyzkoušet i službu v armádě a za sedmileté války byl krátce pobočníkem maršála Laudona. V šedesátých letech 18. století byl pověřen diplomatickými úkoly ve Varšavě a Petrohradě, nakonec byl stálým vyslancem ve Španělsku (1774–1779), mezitím byl jmenován také císařským komořím a tajným radou. V roce 1792 získal Řád zlatého rouna a v letech 1807–1812 byl nejvyšším štolbou císařského dvora.

## Majetkové poměry a rodina
Jako mladší syn byl původně předurčen k převzetí panství Luka nad Jihlavou, ale po vymření spřízněného rodu Qustenbergů se ve třinácti letech stal dědicem rozsáhlých panství Jaroměřice nad Rokytnou a Bečov nad Teplou (1752). Majestát na sloučení erbů a jmen Kouniců a Questenbergů obdržel v roce 1761. V Bečově nad Teplou byla tehdy dokončena výstavba barokního zámku zahájená již za Jana Adama Questenberga. Po dobu Dominikovy nezletilosti a při pozdějších zahraničních cestách vedl správu majetku jeho otec Václav Antonín, případně teta Marie Antonie Kounicová, ovdovělá Questenbergová (1708–1778). Až po návratu ze Španělska převzal správu majetku osobně, a i když trvale sídlil ve Vídni, každoročně zajížděl na několik týdnů do Jaroměřic. Úspěšně například prosadil chov ovcí dovezených ze Španělska.
Po starším bratrovi Arnoštu Kryštofovi zdědil v roce 1797 knížecí titul a také hlavní rodová panství Slavkov a Uherský Brod. Svůj zájem poté zaměřil na Slavkov a správu Jaroměřic a Bečova přenechal synovi Aloisu Václavovi.
V roce 1762 se oženil s bavorskou šlechtičnou Marií Bernardinou hraběnkou z Plettenberg-Wittemu (1743–1779), která mu porodila 4 děti:
- Marie Terezie (3. února 1763, Vídeň – 25. července 1803, tamtéž), manž. 1785 Rudolf Jan Bruntálský z Vrbna (23. července 1761, Vídeň – 30. ledna 1823, tamtéž), nejvyšší komorník císařského dvora 1806–1823, zakladatel železáren v Komárově
- Marie Antonie (6. srpna 1765 – 7. dubna 1805[2])
- Filipína (11. října 1769 – 3. května 1771)
- Alois Václav (19. června 1774, Vídeň – 15. listopadu 1848, Paříž), 4. kníže z Kounic a Rietbergu, diplomat, zemřel jako poslední potomek knížecí moravské větve rodu Kouniců, jméno a erb Kouniců v roce 1898 převzali spříznění Bruntálští z Vrbna